# Нижникова, Тамара Николаевна
Тамара Николаевна Ни́жникова (бел. Тамара Мікалаеўна Ніжнікава; 9 марта 1925, Самара, РСФСР, СССР — 15 февраля 2018, Минск, Белоруссия) — белорусская и советская оперная певица (колоратурное сопрано), педагог, народная артистка СССР (1964).

## Биография
В 1949 году окончила Московскую консерваторию им. П. И. Чайковского (класс пения М. В. Владимировой).
С 1949 по 1976 годы — солистка Большого театра оперы и балета Белорусской ССР (Минск).
Своей любимой партией считала Розину из «Севильского цирюльника» Дж. Россини.
Активно концертировала. С 1953 года гастролировала за рубежом (Польша, ГДР, Румыния, Монголия, Венгрия, Чехословакия, Австрия, Финляндия, Швеция, Канада).
С 1964 года преподавала в Белорусской консерватории (ныне Белорусская государственная академия музыки), с 1975 года заведовала кафедрой пения (с 1969 — доцент, с 1980 — профессор).
Член КПСС с 1955 года.
Умерла 15 февраля 2018 года в Минске на 93-м году жизни. Похоронена на Восточном кладбище .

## Награды и звания
Почётные звания:
- Заслуженная артистка Белорусской ССР (1954)
- Народная артистка Белорусской ССР (1955)[6]
- Народная артистка СССР (1964) — за заслуги в области советского оперного искусства[7]

Ордена и медали:
- Орден Трудового Красного Знамени (1955) — за выдающиеся заслуги в развитии белорусского искусства и литературы и в  связи с декадой белорусского искусства и литературы в гор. Москве[8]
- Орден Дружбы народов (1985) — за заслуги в развитии советского музыкального искусства[9]
- Орден Франциска Скорины (2001)
- Орден Отечества III степени (2010)[10][11]
- Медаль «В ознаменование 100-летия со дня рождения Владимира Ильича Ленина» (1970)
- Медаль «Ветеран труда» (1984)
- Медаль ЮНЕСКО «Виктор Гюго», диплом генерального директора ЮНЕСКО (2015)[12]
- Медали

Другие награды, поощрения и общественное признание:
- Почётная грамота Верховного Совета Белорусской ССР (1954)
- Почётная Грамота Президиума Верховного Совета РСФСР (1966)
- Почётная грамота Верховного Совета Белорусской ССР (1971)
- Почётная грамота Верховного Совета Украинской ССР (1975)
- Почётная грамота Верховного Совета Литовской ССР (1975)
- Почётная грамота Верховного Совета Белорусской ССР (1983)
- Почётная грамота Верховного Совета Республики Беларусь (1994)[13]

## Оперные партии
- «Царская невеста» Н. А. Римского-Корсакова — Марфа
- «Садко» Н. А. Римского-Корсакова — Волхова
- «Алеся» Е. К. Тикоцкого — Марфочка
- «Михась Подгорный» Е. К. Тикоцкого — Баба Лопотуха
- «Севильский цирюльник» Дж. Россини — Розина
- «Лакме» Л. Делиба — Лакме
- «Молодая гвардия» Ю. С. Мейтуса — Любовь Шевцова
- «Маринка» Г. К. Пукста — Маринка
- «Травиата» Дж. Верди — Виолетта
- «Риголетто» Дж. Верди — Джильда
- «Манон» Ж. Массне — Манон
- «Искатели жемчуга» Ж. Бизе — Лейла
- «Летучая мышь» И. Штрауса — Адель
- «Иван Сусанин» М. И. Глинки — Антонида
- «Октябрь» В. Мурадели — Лена
- «Седая легенда» Д. Б. Смольского
- «Дорогой жизни» Г. М. Вагнера
- «Дон Карлос» Дж. Верди
- «Бал-маскарад» Дж. Верди
- «Отелло» Дж. Верди
- «Снегурочка» Н. А. Римского-Корсакова
- «Колючая роза» Ю. В. Семеняко.